# SS Piauhy

S.S. Piauhy.

S.S. Piauhy foi um  vapor gaiola. 

## Construção
Importado desmontado da Inglaterra por encomenda da diretoria da Companhia de Navegação a Vapor do Parnaíba (CNVP), em 1867, fez sua primeira viagem em 4 de fevereiro de 1869, após ser montado em Teresina. A demora entre a importação e a primeira viagem foi devida ao afundamento no rio Parnaíba de todas as peças importadas para sua montagem, juntamente com a barca Poti, que as transportava para Teresina, rebocada pelo vapor Conselheiro Paranaguá. A montagem somente pode ser realizada após o resgate da maioria das peças do leito do rio e seu transporte até Teresina, além da reposição das que foram perdidas.